# Biblioteca Universitaria John Rylands
La Biblioteca Universitaria John Rylands (en inglés: John Rylands University Library of Manchester o JRULM) es la biblioteca y centro de información de la Universidad de Mánchester, en Inglaterra.
La biblioteca se formó en 1972, con la fusión de la biblioteca de la Universidad de Mánchester con la antigua biblioteca John Rylands. Esta última había sido fundada por Enriqueta Rylands en 1899, en Deansgate, en el centro de la ciudad de Mánchester. En 2004, el acervo de UMIST se unió a la JRUL, tras la fusión de las dos universidades. JRUL es una de las principales bibliotecas del Reino Unido, y cubre todas las áreas abarcadas por la universidad. Provee una gran variedad de servicios académicos y de investigación al público en general.
La JRUL tiene además especial fama por contener el fragmento original más antiguo del Nuevo Testamento (llamado también el Fragmento de San Juan), y una de las dos copias existentes de la impresión de William Caxton de La muerte de Arturo, de 1485. Otro de sus tesoros es el llamado Misal Colonna, ilustrado a mano por Giulio Clovio.

## La Colección

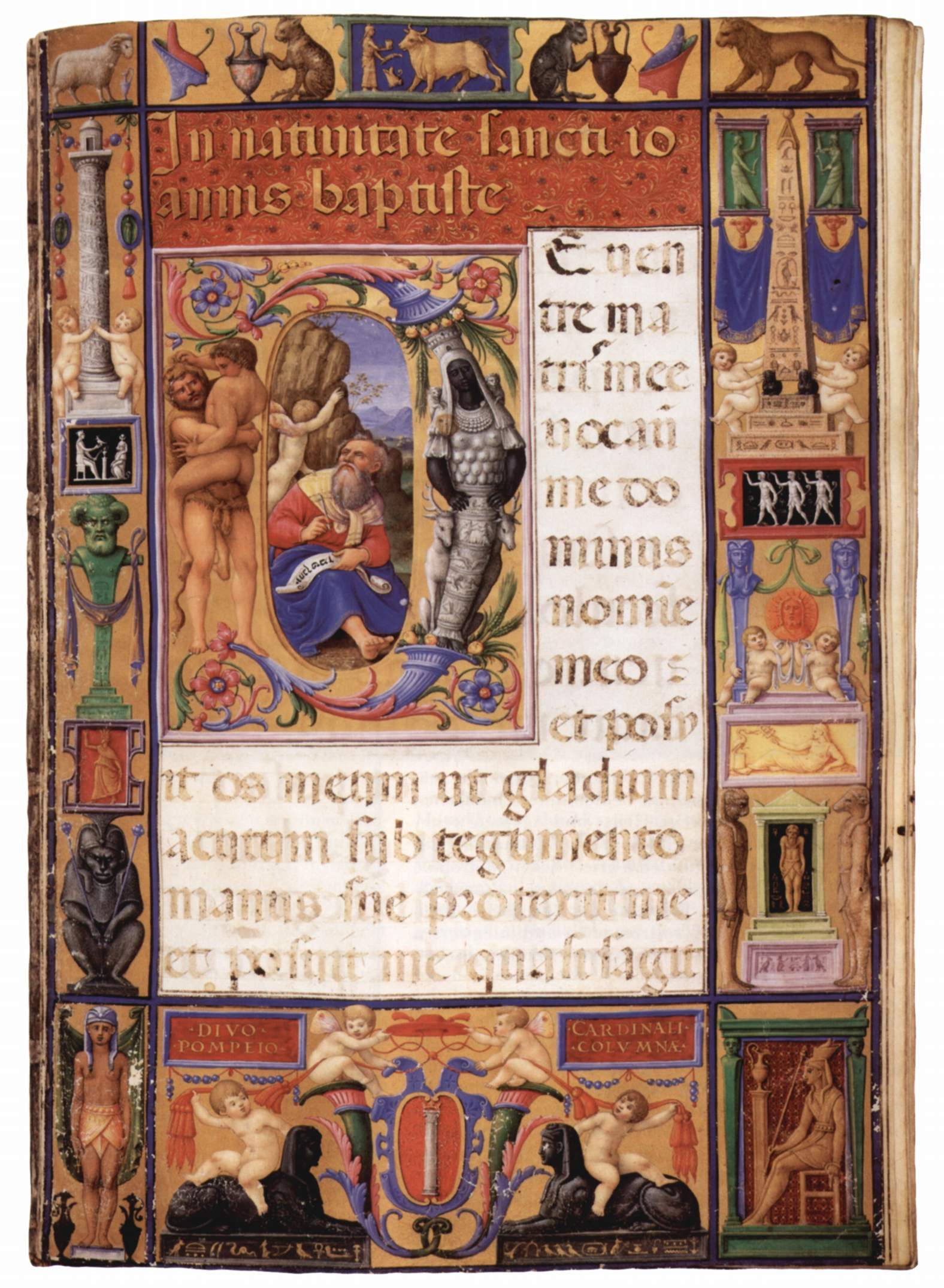
Página del Misal Colonna conservado en Mánchester, con gran letra capital que incluye a san Jerónimo y a Hércules matando a Anteo

La Colección de Papiros Rylands es mantenida en la Biblioteca Universitaria John Rylands, es una de las más extensas y amplias colecciones de manuscritos sobre papiro en el Reino Unido. Dicha colección contiene textos religiosos, devocionarios, literarios y administrativos. La colección incluye 7 papiros con jeroglíficos, 19 papiros con hierático que son documentos funerarios que datan del  siglo XIV a. C. al siglo II d. C.. También tiene 166 papiros demóticos, la mayoría datan del período Ptoloméico, incluye la famosa petición de Petiese (papiro Rylands 9) del reino de Darío I de Persia.´
La colección también alberga alrededor de 500 papiros coptos y aproximadamente 800 papiros árabes que consisten en cartas privadas junto con cuentas caseras como de negociantes, dentro de los aproximadamente 2000 papiros en griego están los famosos fragmentos del Evangelio de Juan y el Deuteronomio que son los fragmentos sobrevivientes más antiguos del Nuevo Testamento y de la Septuaginta (papiro 957, los papiros Rylands iii. 458) respectivamente, papiro Rylands 31, fragmentos de un manuscrito en papiro que contiene la Epístola a los Romanos y el papiro Rylands 32, un fragmento de un manuscrito en papiro con la Epístola a Tito, en la colección también figuran el papiro Rylands 463, una copia del apócrifo evangelio de María en griego y el papiro Rylands 470, que contiene una oración en griego koiné dirigida a la Madre de Dios (Theotokos) escrita alrededor del 250 d. C. con tinta café: la copia más antigua que se conserva de esta oración, conocida como Sub Tuum Praesidium, fue adquirida por la biblioteca en 1917.

## Arquitectura

### Exterior

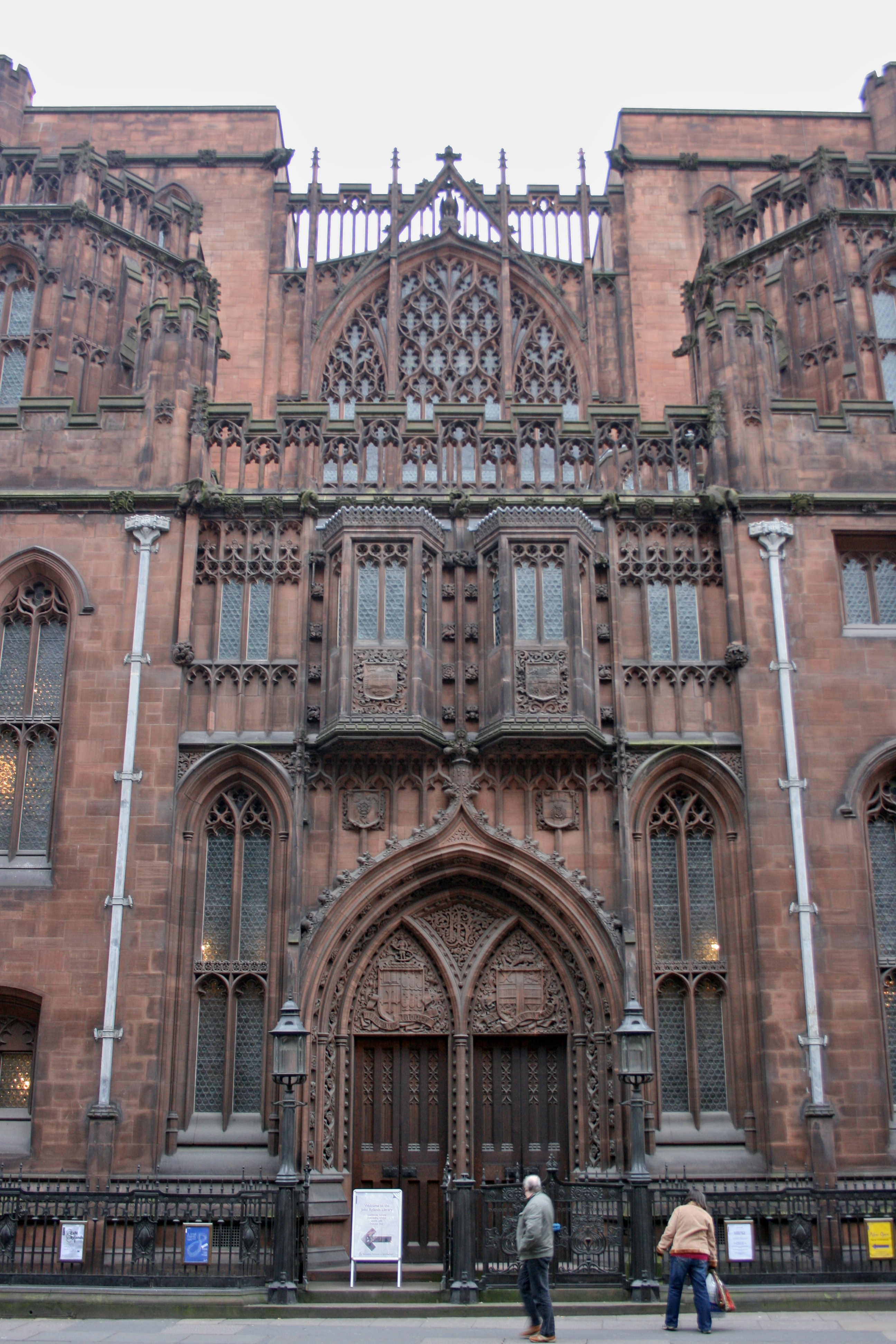
Fachada del edificio histórico de la John Rylands Library

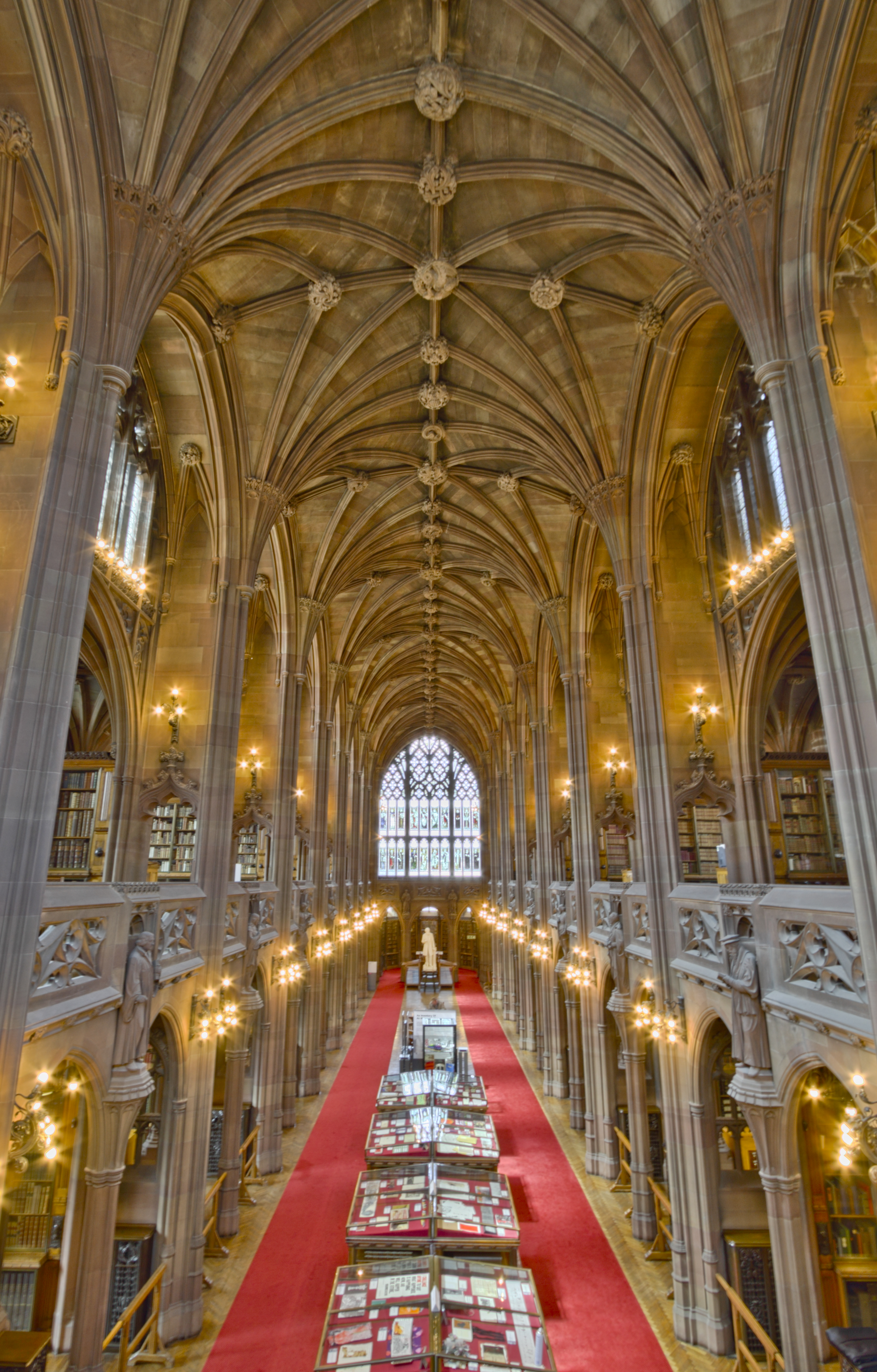
Sala de lectura de la Rylands Library

El edificio histórico de la biblioteca se construyó con planta rectangular, debiendo realizarse las sucesivas ampliaciones en la parte trasera. Fue diseñada para parecerse a una iglesia en un estilo neogótico decorado con detalles de Arts and Crafts. Está construida con piedra arenisca de Cumbria, el interior con una piedra de 'Shawk' delicadamente sombreada (desde Dalston, que varía en color entre el arena y una gama de rosas) y el exterior, piedra de Berbería roja oscura de Penrith, construido alrededor de una estructura interna con armazón de acero y piso abovedado de ladrillo.  La piedra arenisca roja de la llanura de Berbería, que Champneys creía que tenía todas las posibilidades de resultar duradera en el exterior, era una elección inusual en el Mánchester victoriano tardío. Resultó relativamente exitosa, ya que una inspección de Champneys en 1900 reveló poco ablandamiento por los «efectos de una atmósfera algo cargada de productos químicos», aunque en 1909 se necesitaron algunas reparaciones.
La biblioteca dispone de una cripta, encima de la cual el edificio tiene dos plantas desiguales que dan la impresión de ser tres. La ornamentada fachada de Deansgate tiene un parapeto almenado con arcos calados debajo del cual hay una entrada central de tres huecos que se asemeja a la entrada de un monasterio. Su portal arqueado de dos centros tiene puertas separadas por un parteluz y altas ventanas a ambos lados. Encima de las puertas hay un par de pequeñas ventanas mirador. Las superficies están decoradas con tracerías ciegas de encaje y tallas finamente detalladas. La talla incluye el monograma «J. R.» , las armas de Rylands, las armas de la ciudad natal de Rylands, St Helens, y las de cinco universidades inglesas, dos escocesas y dos irlandesas, más las del Owens College.
A ambos lados del portal de entrada hay dos alas cuadradas de dos plantas y dos vanos con muros lisos con una hilera de cuerdas que contienen grotescos y grandes linternas octogonales. Detrás del portal de entrada flanqueado por torres cuadradas se encuentra la ventana oriental de tres luces de la sala de lectura. Tiene tracería reticulada y fustes en estilo similar a los del parapeto. Delante de la biblioteca hay barandas de bronce Art Nouveau con puertas dobles centrales y lámparas.

### Interior

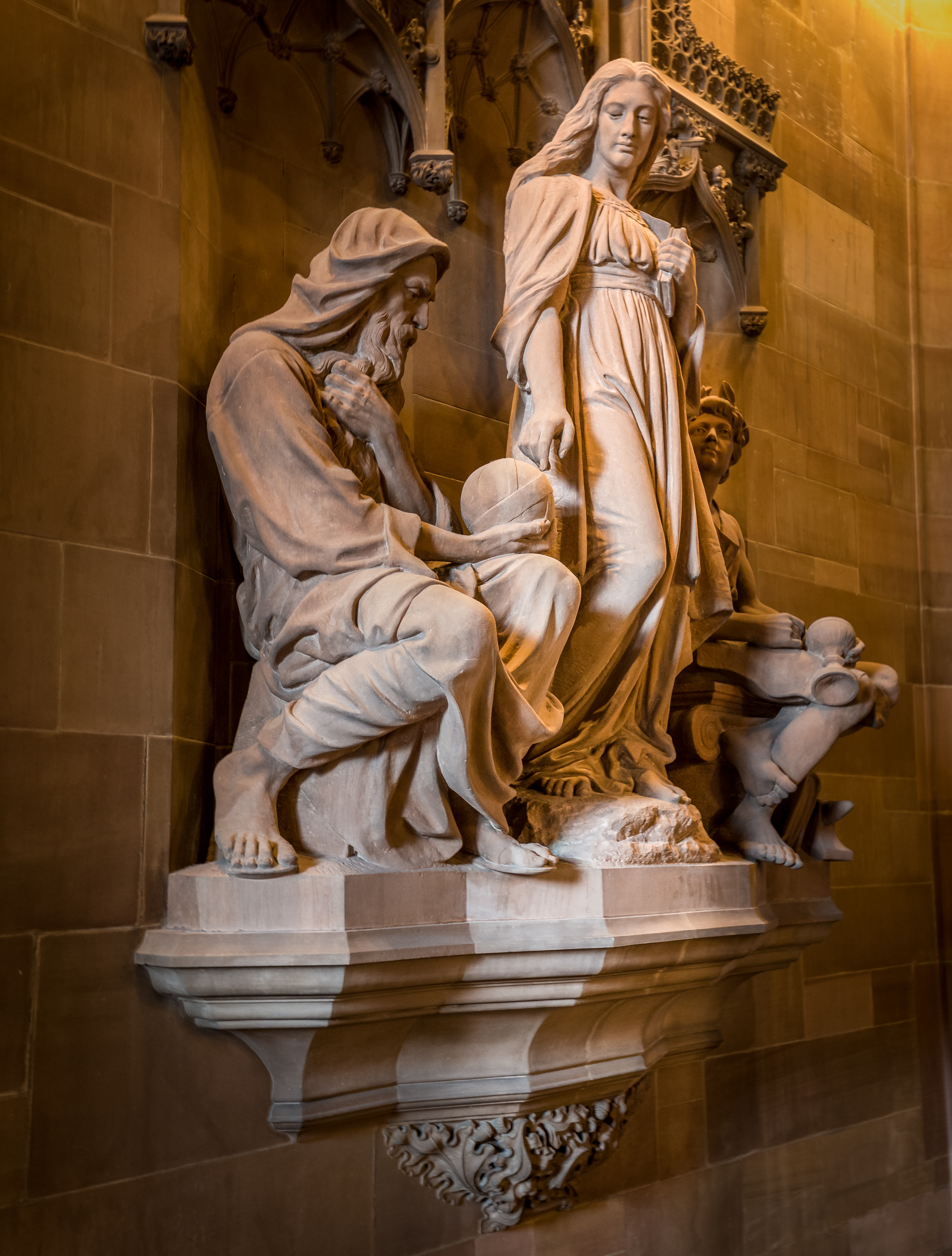
Teología, ciencia y arte; por John Cassidy; en el vestíbulo

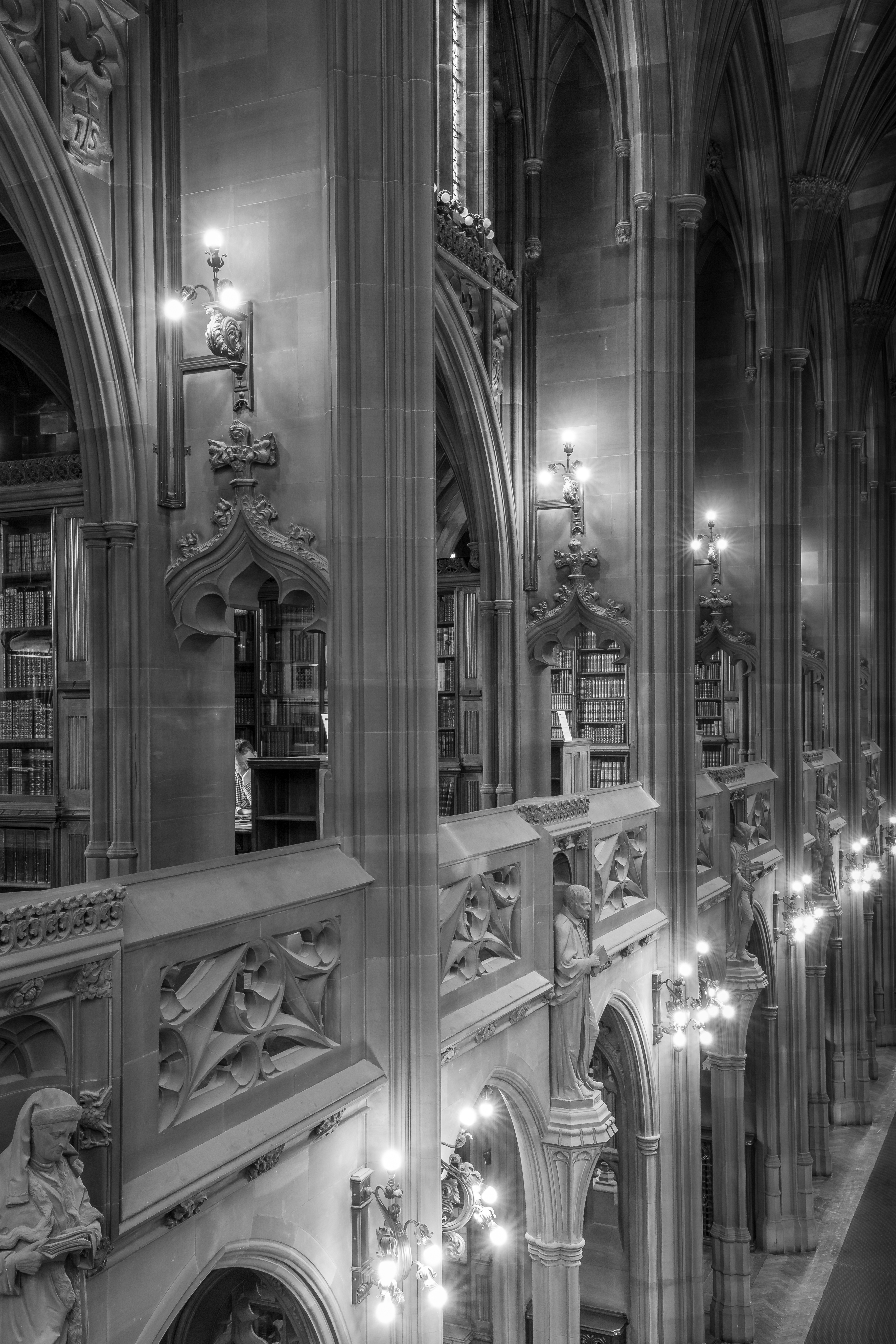
Parte de la galería con algunos de los retratos en escultura

La sala de lectura principal en el primer piso, con una altura de unos 10 metros y a unos 4 metros de los cuatro muros limítrofes, destaca por el agradable contraste entre el 'rugido hosco' de Mánchester y la 'quietud del claustro interno de Rylands'. Estaba iluminado por ventanas de mirador en los nichos de lectura complementadas por ventanas altas en el clerestorio a ambos lados. Los embellecimientos en la sala de lectura incluyen dos grandes vidrieras con retratos de figuras religiosas y seculares, diseñadas por C. E. Kempe; una serie de estatuas en la sala de lectura de Robert Bridgeman and Sons de Lichfield; y trabajos en bronce en estilo art nouveau de Singer de Frome. Los retratos en escultura (20) y vidrieras (40) representan una selección de personajes de la historia intelectual y artística de la humanidad. La ventana occidental contiene «Teología», de Moisés a Schleiermacher; la oriental «Literatura y Arte» (incluida la filosofía). Las estatuas de retratos de John y Enriqueta Rylands en mármol blanco, en la sala de lectura, fueron esculpidas por John Cassidy quien también ejecutó el grupo alegórico de «Teología, ciencia y arte» en el vestíbulo.
Aparte de la biblioteca principal y la sala de lectura con la galería de arriba, el diseño incorporó salas de mapas y de la Biblia en el primer piso, y salas de conferencias  y comités en la planta baja, parte de la cual estaba destinada a ser una biblioteca de préstamo pero nunca funcionó como tal. La casa de un cuidador se incorporó al edificio hasta que fue demolida para la ampliación de 1969.

### Tecnología
Se eligió la iluminación eléctrica como la alternativa más limpia y segura al gas pero, como el uso de la electricidad estaba en sus primeras etapas, el suministro (110 voltios en CC) se generó en el sitio. Esto tomó algunos años para lograrlo debido a la inexperiencia de los contratistas, pero la biblioteca se convirtió en uno de los primeros edificios públicos en Mánchester en ser iluminado con electricidad y continuó generando su propio suministro hasta 1950.
Champneys sugirió que, para proteger los libros y manuscritos, «sería muy conveniente mantener el aire en el interior del edificio limpio y libre de humo y materia química (ambos  en el aire de Mánchester) como sea posible». La planta baja se construyó con numerosas entradas de aire y, aunque su cliente consideró que sería imposible excluir el aire viciado, Champneys instaló pantallas de yute o arpillera para atrapar el hollín, con rociadores de agua para atrapar el azufre y otros productos químicos, que era un sistema muy avanzado para la época. Se emplearon puertas de malla interna en el vestíbulo de entrada para evitar que el aire «se ensuciara por la apertura de las puertas exteriores» con puertas batientes internas entre las áreas de circulación y la biblioteca principal para «preservar los libros valiosos de daños». En 1900,  el sistema de ventilación ya había evolucionado para incluir ventiladores eléctricos para aspirar aire al nivel del pavimento a través de pantallas de coque rociadas con agua.